# Мюсюлманин
Мюсюлмани пренасочва насам.  За народността в бивша Югославия вижте Мюсюлмани (народ).
Мюсюлманин е човек, който изповядва исляма.

## Етимология
„Мюсюлманин“ произлиза (през турски език) от арабската дума مسلم („муслим“), която означава „отдаден“, т.е. „отдаден на Бога“ (Аллах на арабски език). Нейната форма за множествено число в именителен падеж е مسلمون („муслимун“), а във винителен падеж – „муслиман“.

## Вяра
Мюсюлманите вярват, че Бог е изпратил всички пророци – от Адам до Мохамед (на арабски: „Мухаммед“), както и че той е последният Пратеник на Бога до човечеството. Те вярват също във всички низпослани от Бога книги преди Свещения Коран, но смятат, че те са били променени от хората, поради което единствената непроменена божествена книга е Свещеният Коран.

## Групи
Мнозинството мюсюлмани по света, както и в България, са сунити. Те са наречени така от останалите, тъй като държат на следването не само на Свещения Коран, но и на суната – т.е. това, което е правил Пророкът Мохамед, разказите за което са събрани в сборници с предания. Друг голям клон на исляма представляват шиитите.
В България има също мюсюлмани-алевии, чието име идва от името на Али ибн Абу Талиб – племенник на Мохамед. Те са секта в исляма, близки до шиитите, които следват част от сунната и отдават голяма почит на Али и неговите наследници (които всъщност са уважавани и от суннитите като единствени потомци на Мухаммед). Те следват имамите като далечни наследници на Али ибн Абу Талиб от брака му с дъщерята на Пророк Мухаммед – Фатима-Зехра, и съответно наследници колкото на Али, толкова и на Пророка. За тях Али е първият имам.

## „Мохамедани“
В българския език и в някои други езици понякога се използва изразът мохамедани, тоест последователи на Мохамед, но някои мюсюлмани приемат това за обидно. Те твърдят, че следват само Божието слово, донесено им от Пророка. Самият Мохамед е бил неграмотен, т.е. не е можел да чете и пише, и затова Откровението се е записвало от неговите сподвижници. Както се е случвало и с предишни пророци, няма пророк, който сам да е писал откровението си – те или са низпосланяни пряко в писмена форма, или са записвани от сподвижници. Освен това според Корана мюсюлманин е всеки човек, който е отдаден на Аллах и е следвал неговите повели, без значение дали е от общността на Мохамед или от общностите на другите пророци; следователно мюсюлманите не се асоциират само с общността на Мохамед:
| “ | Ибрахим не бе нито юдей, нито християнин, а бе правоверен мюсюлманин, и не бе от съдружаващите.— превод Цветан Теофанов, I изд. | ” |

| “ | Онези, които вярват, и юдеите, и християните, и сабеите, онези [от тях] които вярват в Аллах и в Сетния ден, и вършат праведни дела, имат наградата си при своя Господ и не ще има страх за тях, и не ще скърбят.— превод Цветан Теофанов, I изд. | ” |

| “ | Вярващите и юдеите, и сабеите, и християните – които [от тях] повярват в Аллах и в Сетния ден, и вършат праведни дела – наистина за тях не ще има страх и не ще скърбят.— превод Цветан Теофанов, I изд. | ” |

## Демография
Към 2009 г. мюсюлманите съставляват около 23% от населението на планетата или около 1,57 милиарда души.
Около 13% от мюсюлманите живеят в Индонезия, 25% – в Южна Азия, 20% – в Близкия изток, 2% – в Централна Азия, 4% – в останалите региони на Азия и 15% – в Африка. Големи мюсюлмански общности съществуват в Китай и Русия. Към 2007 г. в Европа живеят около 53 милиона мюсюлмани, от които 16 милиона – в Европейския съюз.
Според доклада на Pew Forum към 2010 година най-много мюсюлмани има в Индонезия (205 милиона), Пакистан (178 милиона), Индия (177 милиона), Бангладеш (149 милиона), Египет (80 милиона), Нигерия (76 милиона), Иран и Турция (по 75 милиона) и т.н. В Евразия най-много мюсюлмани живеят в Турция (16 милиона), Казахстан (9 милиона), Азърбайджан (9 милиона), Франция (5 милиона), Германия (4 милиона), Великобритания (3 милиона), Албания (2,5 милиона), Косово (2 милиона), Италия и Босна и Херцеговина (по 1,5 милиона), Испания и (1 милион) България, и т.н.